# Gumboro
Gumboro of infectieuze bursitis (afgekort als IBD, van Engels infectious bursal disease) is een ziekte bij pluimvee, die wordt veroorzaakt door een virus. 
Het IBDV (infectious Bursal Disease Virus) is een Birnavirus en is een dubbelstrengs-RNA-virus. Er zijn twee serotypen bekend, waarvan alleen serotype 1 pathogeen is voor kippen.
Het virus vermenigvuldigt zich in de bursa van de vogel. De bursa is een deel van het immuunsysteem van de vogel. Een infectie met gumboro kan ervoor zorgen dat het immuunsysteem van de vogel 14 tot 28 dagen niet optimaal functioneert. De schade als gevolg van secundaire infecties is dan ook erg hoog.